# Sievekingia
Sievekingia là một chi lan, bao gồm 20 loài được tìm thấy ở Trung và Nam Mỹ, từ Nicaragua về phía đông tới Guianas và phía nam Bolivia.

## Các loài
Các loài sau đây được công nhận là tháng 6 năm 2014:
1. Sievekingia butcheri Dressler - Panama
2. Sievekingia colombiana Garay - Colombia, Ecuador
3. Sievekingia cristata Garay - Ecuador
4. Sievekingia dunstervilleorum Foldats - Venezuela
5. Sievekingia filifera Dressler - Colombia
6. Sievekingia fimbriata Rchb.f. - Panama, Costa Rica
7. Sievekingia herklotziana Jenny - Colombia
8. Sievekingia herrenhusana Jenny - Ecuador
9. Sievekingia hirtzii Waldv. - Ecuador
10. Sievekingia jenmanii Rchb.f. - Venezuela, the Guianas
11. Sievekingia marsupialis Dodson - Colombia, Ecuador
12. Sievekingia peruviana Rolfe ex C.Schweinf. - Peru
13. Sievekingia reichenbachiana Rolfe - Colombia, Ecuador
14. Sievekingia rhonhofiae Mansf. - Ecuador
15. Sievekingia suavis Rchb.f. - Panama, Costa Rica, Nicaragua, Colombia
16. Sievekingia trollii Mansf. - Bolivia